# أندريس أفيلا
أندريس أفيلا (بالإسبانية: Andres Avila)‏ هو لاعب كرة قاعدة مكسيكي، ولد في 20 يونيو 1990 في هيرويكا غوايماس في المكسيك.

## وصلات خارجية
- أندريس أفيلا على موقعبيزبول رفرنس.كوم (الدوري الثانوي) (الإنجليزية)